# برغنية فورتيونية
برغنية فورتيونية (الاسم العلمي:Bergenia fortunei) هي نوع غير مؤكد من النباتات تتبع جنس البرغنية من فصيلة كاسرات الحجر.